# عمر الدجاني
عمر الدجاني أستاذ جامعي فلسطيني أمريكي وعضو سابق في منظمة التحرير الفلسطينية وُلد عام 1970، وشغل منصب المستشار السياسي لمبعوث منظمة الأمم المتحدة في الشرق الأوسط تيري لارسن بدءًا من عام 2001 وحتى عام 2003.

## حياته
وُلد عمر الدجاني في عام 1970، وتخرج من جامعة نورث وسترن في ولاية إلينوي بالولايات المتحدة الأمريكية، ثم حصل على درجة الدكتوراه من كلية الحقوق بجامعة ييل.

## مسيرته المهنية
انضم عمر الدجاني في عام 1999 إلى وحدة مساندة المفاوضات التابعة لمنظمة التحرير الفلسطينية كمستشار قانوني لفريق التفاوض الفلسطيني، وفي عام 2001، ترك هذا المنصب ليتولى منصب المستشار السياسي للمبعوث الخاص بالأمم المتحدة في الشرق الأوسط تيري رود لارسن، وظل يشغل هذا المنصب حتى عام 2003. يعمل عمر الدجاني في الوقت الحاضر أستاذاً للقانون في كلية ماك جورج للحقوق بجامعة باسيفيك في مدينة ساكرامنتو بولاية كاليفورنيا.